# Vacunación contra la COVID-19 en Costa Rica
La vacunación contra la COVID-19 en Costa Rica es la estrategia nacional de vacunación que inició el 24 de diciembre de 2020, y llevada a cabo por la Caja Costarricense de Seguro Social (CCSS), con el fin de inmunizar contra la COVID-19 a la población del país, en el marco de un esfuerzo mundial para combatir la pandemia de COVID-19.
La población meta a vacunar es de 4.274.384 personas.
Al 5 de octubre de 2021, se han aplicado 5,760,293 dosis de vacunas, de las cuales 3,470,013 son primeras dosis (81,1% de población a vacunar) y las segundas dosis aplicadas son 2,290,280 (53,5% de la población a vacunar).

## Historia
Costa Rica instaló una comisión interinstitucional conformada por el Ministerio de Salud, la Caja Costarricense de Seguro Social (CCSS) y el Ministerio de Relaciones Exteriores y Culto para analizar los avances de seis vacunas desarrollas por AstraZeneca, Pfizer, Sinovac, Sinopharm, Moderna y el desarrollo ruso Sputnik V, todas ellas en ese momento en fase 3 de estudios clínicos. La comisión recibió información técnica y logística de cada una de las empresas desarrolladoras y según había indicado el ministro a.i. de Salud, Pedro González, el 10 de septiembre, la estrategia era analizar las vacunas que estaban en etapa más avanzada de investigación, hacer un análisis técnico de lo que ya hubiesen publicado, hacer un análisis de la fecha probable de distribución para elegir una o más posibilidades y negociar con ellos la vacuna.
El lunes 21 de septiembre del 2020 el Gobierno anunció que destinaría 7200 millones de colones (US $11.65 millones) para la compra de la vacuna contra la COVID-19, como un primer adelanto para cuando las dosis estuviesen disponibles en el mercado internacional. Además, que los recursos serían incluidos en el tercer presupuesto extraordinario que se presentaría ese mismo día a la Asamblea Legislativa, específicamente en las partidas del Ministerio de Salud, para su posterior traslado a la Comisión Nacional de Emergencias (CNE), dado que esa institución cuenta con mecanismos más expeditos de compra. Los recursos provenían del ahorro en intereses por gestión de la deuda interna y externa, y de créditos aprobados por la Asamblea Legislativa. Asimismo, se indicó ese día que valorando los tiempos de entrega del producto, en primera instancia se vacunaría a aquellos grupos de riesgo y personal de primera respuesta; que la definición de población vulnerable se realizaría según lo establecido por la Comisión Nacional de Vacunas; y que los productos de los que se había recibido información eran para mayores de 18 años.
El Gobierno anunció el 25 de septiembre de 2020 su adhesión al programa COVAX de la Organización Mundial de la Salud (OMS), el cual prometía vacunas para el 20% de la población costarricense. De acuerdo con un comunicado oficial, para inscribirse en el programa el país debía hacer un primer adelanto de US $6.316.560 durante el mes de octubre, correspondiente al 30% del precio promedio ponderado por dosis que fue fijado por COVAX (US $10.55).
El Gobierno anunció el 1 de octubre del 2020 haber firmado un acuerdo con el dúo farmacéutico Pfizer-BioNTech para suministrar al país su entonces vacuna candidata BNT162b2 contra el coronavirus SARS-CoV-2. Según el gobierno, el acuerdo estaba sujeto al éxito del estudio clínico y aprobación regulatoria del biológico basado en ARN mensajero y se habló de 3 millones de dosis, para una cobertura de 1.5 millones de personas. Desde ese día, el Gobierno anunció que no podía revelar detalles financieros del acuerdo, dada la confidencialidad comercial exigida por el dúo farmacéutico. De igual forma, ese día se dijo que la compra de las vacunas se haría mediante el Fondo Nacional de Emergencias, por la vía de excepción que permite la Ley Nacional de Emergencias (N.º 8848), y que las entregas se harían de forma progresiva a lo largo de todo el 2021, iniciando en el primer trimestre de 2021.
El 12 de noviembre de 2020 el Ministerio de Salud y la Comisión Nacional de Emergencias informaron que Costa Rica firmó un contrato con AstraZeneca para suministrar un millón de dosis de su vacuna candidata contra el COVID-19, AZD1222, desarrollada junto con la Universidad de Oxford. Dicho millón de dosis permitirá cubrir medio millón de personas, porque se requieren dos aplicaciones por cada persona. De acuerdo con el comunicado de ese día, la vacuna estaría disponible a partir del primer trimestre del 2021 de resultar exitosos los ensayos clínicos y sujeto a la aprobación de las agencias regulatorias. Se informó, además, que cada dosis tendría un precio a costo de $4, precio que no incluye los gastos de distribución que serán adicionales.
El 3 de diciembre del 2020 el Gobierno anunció haber suscrito el contrato con el dúo farmacéutico Pfizer-BioNTech para la adquisición de 3.000.075 dosis de la vacuna Comirnaty contra el coronavirus SARS-CoV-2, consolidando jurídicamente el acuerdo alcanzado en el mes de septiembre. El Gobierno indicó que las entregas se realizarían a lo largo de los cuatro trimestres del 2021, con el contrato vigente desde el 1 de diciembre y hasta que se entregara la última dosis acordada.
El 18 de diciembre del 2020 el Gobierno anunció la integración de cinco grupos prioritarios a vacunar contra la COVID-19, establecidos por la Comisión Nacional de Vacunación y Epidemiología. Se indicó que la vacunación de los grupos posteriores al primero iniciaría una vez completada en su totalidad la vacunación del primer grupo, y así sucesivamente. En aquel momento, los cinco grupos representaban a tres millones de personas, es decir, un 80% de la población mayor de 18 años.
El 15 de marzo de 2021 el Gobierno anunció haber firmado una adenda al contrato con Pfizer-BioNTech para recibir 1.092.000 dosis adicionales de la vacuna, con el fin de acelerar el ritmo de la vacunación a los grupos prioritarios. El presidente de la Comisión Nacional de Emergencias, Alexánder Solís, indicó que las dosis serían entregadas este mismo año. El 10 de mayo de 2021, el presidente Carlos Alvarado Quesada anunció una segunda adenda al contrato con Pfizer para adquirir 2.000.700 dosis adicionales de vacuna contra la COVID-19, llevando el total de dosis que se comprarán a esa empresa a 6.001.125 dosis, con un cronograma de entrega del 100% del total para el 2021.
El 19 de abril de 2021, Costa Rica inició la campaña de vacunación con AstraZeneca. Dado las polémicas respecto a los efectos adversos asociados a la vacuna a nivel internacional, los jerarcas de las instituciones de primera respuesta contra la pandemia se colocaron las primeras dosis de AZ como un acto de mostrar confianza hacia la ciudadanía. Se vacunaron en el acto el ministro de Salud, Daniel Salas, la directora general de la Salud, Priscilla Herrera García; el presidente ejecutivo de la CCSS, Román Macaya Hayes; la coordinadora del programa de inmunización de la CCSS, Leandra Abarca Gómez; el viceministro de Salud, Pedro González Morera; el gerente médico de la CCSS, Mario Ruiz Cubillo; el presidente ejecutivo de la Comisión Nacional de Emergencias, Alexander Solís Delgado; el ministro de Seguridad, Michael Soto Rojas; el coordinador del programa de inmunización del Ministerio de Salud, Roberto Arroba Tijerino; y el gerente de logística de la CCSS, Esteban Vega De La O.
Al inicio de la pandemia, la Caja Costarricense de Seguro Social solo tenía 24 camas de Cuidados Intensivos. Tras varias ampliaciones, definió que su capacidad máxima institucional era de 354 camas UCI (+1375% respecto a la cantidad antes de la pandemia), y que cualquier cifra por encima de eso significaría que los pacientes no recibieran una atención en condiciones.

## Selección de las vacunas
El coordinador de inmunizaciones del Ministerio de Salud, Roberto Arroba Tijerino, explicó en una conferencian de prensa que la Comisión Nacional de Vacunas definió cinco criterios para evaluar las vacunas candidatas contra la COVID-19, calificarlas y decidir cuáles serían adquiridas.
| Tipo de criterio | Criterio                                                   | 5 puntos                              | 3 puntos                         | 2 puntos                     | 1 punto                     | 0 puntos                                                             |
| ---------------- | ---------------------------------------------------------- | ------------------------------------- | -------------------------------- | ---------------------------- | --------------------------- | -------------------------------------------------------------------- |
| Científico       | Vacuna en Fase III                                         | Sí                                    | n/a                              | n/a                          | n/a                         | No                                                                   |
| Científico       | Publicaciones de fases I y II                              | Sí                                    | n/a                              | n/a                          | n/a                         | No                                                                   |
| Científico       | Publicaciones de fases I y II disponibles para consulta    | Sí                                    | n/a                              | n/a                          | n/a                         | No                                                                   |
| Científico       | Efectos adversos de la vacuna                              | Leves                                 | Moderados                        | n/a                          | Severos                     | n/a                                                                  |
| Inmunológico     | Porcentaje de anticuerpos neutralizantes                   | 96-100%                               | 91-95%                           | n/a                          | < 90%                       | n/a                                                                  |
| Inmunológico     | Posibilidad de hacer mediciones de célula T efectora       | Sí                                    | n/a                              | n/a                          | n/a                         | No                                                                   |
| Logístico        | Cadena de frío necesaria                                   | 2 °C - 8 °C                           | Otra condición de almacenamiento | n/a                          | n/a                         | La otra condición de almacenamiento hace imposible su almacenamiento |
| Logístico        | Necesidad de reconstitución                                | No requiere                           | n/a                              | n/a                          | n/a                         | Sí requiere                                                          |
| Logístico        | Fecha de entrega                                           | Antes o durante primer trimestre 2021 | n/a                              | Durante el segundo trimestre | Durante el tercer trimestre | Durante el tercer cuatrimestre                                       |
| Administrativo   | Pago de reserva por adelantado                             | No necesario                          | n/a                              | n/a                          | n/a                         | Necesario                                                            |
| Administrativo   | Participación de la vacuna en COVAX                        | Sí                                    | n/a                              | n/a                          | n/a                         | No                                                                   |
| Administrativo   | Autorización de emergencia de Agencia Regulatoria Estricta | Sí                                    | n/a                              | n/a                          | n/a                         | No                                                                   |
| Precio           | Precio por persona                                         | 2-10 dólares                          | 11-20 dólares                    | n/a                          | 21-40 dólares               | > 40 dólares                                                         |
| Puntuación final |                                                            | 65 puntos posibles                    | 12 puntos posibles               | 2 puntos posibles            | 4 puntos posibles           | 0 puntos posibles                                                    |

Tras la evaluación las vacunas mejor calificadas, de mayor a menor, fueron AstraZeneca con 50 puntos, Pfizer-BioNTech con 47 puntos y Moderna con 43 puntos. Sobre la última pesó su factor precio, ya que es tres veces más cara respecto a la de Pfizer.

## Estrategia de vacunación

### Grupos de riesgo
Se establecieron cinco grupos de riesgo y su respectiva priorización:
- Primer grupo: Personal de salud, incluyendo personal de hogares de larga estancia y personas adultas mayores. Completamente vacunado el 10 de mayo del 2021 lo que corresponde a 110 000 personas.
- Segundo grupo: Adultos de 58 años de edad y superiores, a los cuales solo se les solicita residencia legal en el país. Corresponde a 848 000 personas y tiene un avance el 10 de mayo del 2021 del 62% con al menos una dosis
- Tercer grupo: Adultos entre 18 y 58 años con factores de riesgo (hipertensión, diabetes, enfermedades cardiovasculares, enfermedades respiratorias, enfermedades del riñón, obesidad, y otras). Corresponde a 1 555 798 personas.
- Cuarto grupo: Profesores, maestros y personal del Ministerio de Educación Pública o centros educativos privados, personas en estado de privación de libertad, empleados del Poder Judicial, y trabajadores de emergencia de los servicios 911. Corresponde a 150 000 personas.
- Quinto grupo: Estudiantes de ciencias de la salud, y técnicos relacionados al campo clínico. Personas entre 40 y 57 años de edad sin factores de riesgo, pero en contacto constantes con la población. Corresponde a 825 000 personas.

Finalmente, luego de aplicar a estos cinco grupos, se aplicaría al resto de la población.
La estrategia por grupos de riesgo fue cambiada en el mes de julio, ahora se vacuna a las personas de todas las edades, por lo que las personas a vacunar pasaron de 3.4 millones a 4.2 millones.
| Grupo prioritario | Cifra de personas | Población que forma parte del grupo | Porcentaje de la población meta que representa | Notas |
| ----------------- | ----------------- | --- | ---------------------------------------------- | --- |
| Grupo 1           | ≈110.000          | - Trabajadores de centros de larga estancia y adultos mayores institucionalizados. - Trabajadores de primera respuesta (CCSS, Ministerio de Salud, sector privado de Salud, CNE, Bomberos, Cruz Roja y cuerpos policiales, incluidos guardaparques) | 3.14%                                          | Los Comités Municipales de Emergencia fueron incluidos en este grupo el 17 de mayo de 2021. |
| Grupo 2           | ≈850.000          | - Personas de 58 años o más, con o sin factores de riesgo. | 24.28%                                         | |
| Grupo 3           | ≈1.565.000        | - Personas de 18 a 58 años con al menos un factor de riesgo para COVID-19. - Personas con síndrome de Down. | 44.71%                                         | La población con síndrome de Down fue incluida en este grupo prioritario el 7 de mayo del 2021. |
| Grupo 4           | ≈150.000          | - Funcionarios del Ministerio de Educación Pública - Sector educativo privado - Personal de Centros de Atención Integral (cárceles) - Privados de libertad - Funcionarios del Patronato Nacional de la Infancia (PANI) - Trabajadores del Sistema 9-1-1 - Recolectores de residuos sólidos - Trabajadores de Acueductos y Alcantarillados                                        | 4.28%                                          | El 18 de mayo de 2021 se anunció que las personas dentro de este grupo serían priorizadas, empezando por funcionarios del MEP, recolectores de basura y trabajadores del AyA.                                |
| Grupo 5           | ≈825.000          | - Estudiantes de Ciencias de la Salud y técnicos afines en campos clínicos de la CCSS - Población de 40 a 57 años sin factores de riesgo que realicen actividades relacionadas con el contacto de personas o de impacto en el sector productivo (agricultura, construcción, atención al cliente, restaurantes, empleadas domésticas, etc) - Resto de personas mayores de 18 años | 23.57%                                         | El resto de personas mayores de 18 años inicialmente estaba separado en el sexto grupo, sin embargo, el Ministerio de Salud decidió unificarlo con el quinto grupo tras firmar la primera adenda con Pfizer. |
| Total             | ≈3.500.000        | Población mayor de 18 años. | 100%                                           | 100% |

## Cronología

### Diciembre de 2020
El 23 de diciembre de 2020 se recibió el primer cargamento de 10 725 dosis de vacunas de Pfizer/BioNTech, la campaña de vacunación inició el 24 de diciembre de 2020 al aplicar la vacuna a adultos mayores y personal médico.

### Abril de 2021
El 19 de abril de 2021 inició la vacunación con la vacuna de Oxford-AstraZeneca, comenzando con la aplicación de la primera dosis al ministro de salud pública; Daniel Salas Peraza. De esta vacuna se recibieron inicialmente 43 200 dosis por medio de la iniciativa COVAX y se negoció la compra de un millón de dosis.

#### Vacunaciones fraudulentas
A finales de abril de 2021 trascendió que un funcionario de la CCSS realizaba aplicaciones fraudulentas de la vacuna en el distrito de Tres Ríos del La Unión de Cartago.  El acto consistía en pinchar a los pacientes, pero no inyectar la dosis.  Se investiga si estas dosis no utilizadas fueron luego vendidas a terceros por montos entre ₡25 000 a ₡50 000. La CCSS analiza las medidas necesarias para atender a 1593 pacientes atendidos por este funcionario. El funcionario fue denunciado, se le suspendió con goce de salario.

### Mayo de 2021
Se completa el esquema de vacunación del grupo 1 que corresponde a 110 000 personas, este mes el país recibió la mayor cantidad de vacunas, más de 500 000 vacunas por parte de los diferentes sistemas de vacunación. Además se modificó el programa de vacunación y ahora se debe esperar 3 meses para recibir la segunda dosis de la vacuna.[cita requerida]

### Junio de 2021
Se ha superado la cantidad de vacunas previstas para el 30 de junio.
El gobierno estadounidense afirma tener intenciones de donar 1.500.000 vacunas de Johnson & Johnson, el área de salud costarricense se moviliza para recibir las vacunas.[cita requerida]

### Julio de 2021
Estados Unidos de América dona 500.000 vacunas de la marca Pfizer.
Costa Rica inicia vacunación a población mayor de 30 años con o sin factores de riesgo, el número de personas a vacunar paso de 3.4 millones a 4.2 millones de personas. Pfizer hace su entrega más grande hasta ahora de 250 mil vacunas.

### Agosto de 2021
Se actualiza la estrategia de vacunación y ahora se vacuna a todos los mayores de 12 años con o sin factor de riesgo, la aplicación de segundas dosis se ven altamente aceleradas, tanto así que el país paso de tener apenas un 13% de esquemas completos a un 28% en un mes.

## Llegada de dosis
| Semana    | Fecha                             | Cantidad de dosis                 | Marca                             |
| --------- | --------------------------------- | --------------------------------- | --------------------------------- |
| Semana 1  | 23/12/2020                        | 9750                              | Pfizer-BioNTech                   |
| Semana 2  | 30/12/2020                        | 11.700                            | Pfizer-BioNTech                   |
| Semana 3  | 5/1/2021                          | 33.150                            | Pfizer-BioNTech                   |
| Semana 4  | 12/1/2021                         | 33.150                            | Pfizer-BioNTech                   |
| Semana 5  | 19/1/2021                         | 16.575                            | Pfizer-BioNTech                   |
| Semana 6  | Suspensión de entregas de Pfizer. | Suspensión de entregas de Pfizer. | Suspensión de entregas de Pfizer. |
| Semana 7  | Suspensión de entregas de Pfizer. | Suspensión de entregas de Pfizer. | Suspensión de entregas de Pfizer. |
| Semana 8  | Suspensión de entregas de Pfizer. | Suspensión de entregas de Pfizer. | Suspensión de entregas de Pfizer. |
| Semana 9  | 16/2/2021                         | 79.560                            | Pfizer-BioNtech                   |
| Semana 10 | 23/2/2021                         | 92.430                            | Pfizer-BioNtech                   |
| Semana 11 | 2/3/2021                          | 109.980                           | Pfizer-BioNtech                   |
| Semana 12 | 9/3/2021                          | 86.580                            | Pfizer-BioNtech                   |
| Semana 13 | 16/3/2021                         | 84.240                            | Pfizer-BioNtech                   |
| Semana 14 | 23/3/2021                         | 119.340                           | Pfizer-BioNtech                   |
| Semana 15 | 30/3/2021                         | 73.710                            | Pfizer-BioNtech                   |
| Semana 16 | 5/4/2021                          | 115.830                           | Pfizer-BioNtech                   |
| Semana 16 | 7/4/2021                          | 43.200                            | COVAX (AstraZeneca)               |
| Semana 17 | 13/4/2021                         | 113.490                           | Pfizer-BioNtech                   |
| Semana 18 | 19/4/2021                         | 118.170                           | Pfizer-BioNtech                   |
| Semana 19 | 27/4/2021                         | 117.000                           | Pfizer-BioNtech                   |
| Semana 20 | 4/5/2021                          | 124.020                           | Pfizer-BioNtech                   |
| Semana 21 | 11/5/2021                         | 124.020                           | Pfizer-BioNtech                   |
| Semana 21 | 13/5/2021                         | 88.800                            | COVAX (AstraZeneca)               |
| Semana 22 | 19/5/2021                         | 174.330                           | Pfizer-BioNtech                   |
| Semana 22 | 23/5/2021                         | 204.000                           | AstraZeneca                       |
| Semana 23 | 25/5/2021                         | 175.500                           | Pfizer-BioNtech                   |
| Semana 24 | 03/6/2021                         | 79.560                            | Pfizer-BioNtech                   |
| Semana 24 | 06/6/2021                         | 204.000                           | AstraZeneca                       |
| Semana 25 | 10/6/2021                         | 79.560                            | Pfizer-BioNtech                   |
| Semana 26 | 17/6/2021                         | 79.560                            | Pfizer-BioNtech                   |
| Semana 27 | 24/6/2021                         | 80.730                            | Pfizer-BioNtech                   |
| Semana 27 | 24/6/2021                         | 40.950                            | COVAX (Pfizer)                    |
| Semana 28 | 08/7/2021                         | 52.650                            | Pfizer-BioNtech                   |
| Semana 29 | 13/7/2021                         | 503.100                           | Donación (Pfizer)                 |
| Semana 29 | 15/7/2021                         | 79.560                            | Pfizer-BioNtech                   |
| Semana 30 | 22/7/2021                         | 250.380                           | Pfizer-BioNtech                   |
| Semana 31 | 29/7/2021                         | 319.410                           | Pfizer-BioNtech                   |
| Semana 31 | 29/7/2021                         | 163.200                           | AstraZeneca                       |
| Semana 32 | 05/8/2021                         | 198.900                           | Pfizer-BioNtech                   |
| Semana 33 | 12/8/2021                         | 234.000                           | Pfizer-BioNtech                   |
| Semana 34 | 19/8/2021                         | 243.360                           | Pfizer-BioNtech                   |
| Semana 35 | 27/8/2021                         | 223.470                           | Pfizer-BioNtech                   |
| Semana 36 | 01/09/2021                        | 204.000                           | AstraZeneca                       |
| Semana 36 | 02/09/2021                        | 171.990                           | Pfizer-BioNtech                   |
| Semana 36 | 03/09/2021                        | 319.200                           | Donación (AstraZeneca)            |
| Semana 36 | 05/09/2021                        | 69.600                            | Donación (AstraZeneca)            |
| Semana 36 | 05/09/2021                        | 86.400                            | COVAX (AstraZeneca)               |
| Semana 37 | 09/09/2021                        | 146.250                           | Pfizer-BioNtech                   |
| Semana 38 | 16/09/2021                        | 157.950                           | Pfizer-BioNtech                   |
| Semana 39 | 24/09/2021                        | 134.550                           | Pfizer-BioNtech                   |
| Semana 40 | 30/09/2021                        | 142.740                           | Pfizer-BioNtech                   |
| Semana 40 | 02/10/2021                        | 50.000                            | Donación (AstraZeneca)            |